# United States Special Operations Command Europe

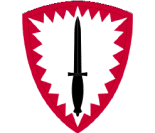
Ärmelabzeichen des SOCEUR

Das Special Operations Command Europe (SOCEUR) ist ein Verbundkommando, das die Special Operations Forces (Sondereinsatzkräfte) des US European Command (EUCOM) in sich vereint und führt. Das Hauptquartier des SOCEUR befindet sich in den Patch Barracks in Stuttgart-Vaihingen, Deutschland. SOCEUR wurde am 11. Januar 1955 als Support Operations Task Force Europe aufgestellt.

## Geschichte

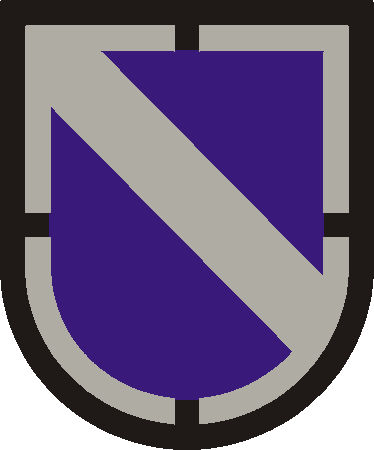
Barett-Abzeichen des SOCEUR

Mit der Verabschiedung des Goldwater-Nichols Act und der daraus resultierenden Reorganisation der US-Kommandostruktur wurde die Kompetenzen und Aufgaben der Unified Combatant Commands neu definiert. Eine direkte Folge davon war die Gründung des US Special Operations Command (SOCOM), welches als Funktionalkommando für sämtliche Belange der Special Operations Forces der US-Streitkräfte zuständig ist. Gleichzeitig wurde auch bei allen fünf Regionalkommandos einschließlich des European Command Verbundkommandostäbe für die Sondereinsatzkräfte eingerichtet, die als Führungsebene sämtlicher Spezialeinsatzkomponenten innerhalb des Regionalkommandos fungieren und in der Kommandokette auf gleicher Ebenen mit den Stäben der vier Teilstreitkräfte stehen. In dieser Eigenschaft bündelt das SOCEUR die vom SOCOM je nach Auftragslage bereitgestellten Truppen und sorgt für deren optimale Einsatzfähigkeit.
Das SOCEUR wurde bekannt, als unter seiner Führung während des Kosovokrieges 1999 zwei erfolgreiche Rettungs- und Rückführungsoperationen gelangen, bei denen zwei abgeschossene Piloten der US Air Force aus feindlich kontrolliertem Gebiet evakuiert werden konnten. Im selben Konflikt war es verantwortlich für die verdeckte Fahndung und Festnahme serbischer Kriegsverbrechern hinter den feindlichen Linien und für Zielmarkierungseinsätze zur Vorbereitung von Luftangriffen.
Im Zuge der Eingliederung und Anpassung der neuen ehemaligen Warschauer-Pakt-Staaten aus Osteuropa in die NATO fiel dem SOCEUR auch die Beobachtung und verdeckte Eindämmung extremistischer Gruppierung in diesen Ländern zu. Seitdem ist die Einsatzdichte (OP-Tempo) drastisch gestiegen. Erst die Neueinrichtung des US Africa Command und das Herausfallen des afrikanischen Kontinents aus dem Zuständigkeitsbereich wird in Zukunft zu einer Entlastung führen.

## Auftrag
Das SOCEUR hat den Auftrag, sämtliche Sondereinsatzkräfte der vier Teilstreitkräfte operativ zu führen, deren Einsatzbereitschaft durch die Planung und Durchführung entsprechender Manöver sicherzustellen, die Zielfindung zu entwickeln, zu bestimmen und zu optimieren sowie die Zusammenarbeit und Durchführung von Verbundübungen mit Sondereinsatzkräften der NATO-Partner zu fördern und abzustimmen. Ferner steht das Kommando in der Verantwortung für die militärische Terrorismusbekämpfung, die es ebenfalls mit den Bündnispartnern abstimmt und auch teilweise gemeinsam durchführt. Für diese Aufgabe hält das SOCEUR eine ständige Alarmeinsatztruppe für den EUCOM-Kommandeur bereit und bildet mit ihren Sondereinsatzkräften gleichzeitig eine taktische Reserve innerhalb des Regionalkommandos. Das SOCEUR ist darüber hinaus auch Verbindungsorgan zu den neuen und potentiellen NATO-Staaten und sondiert in dieser Eigenschaft das Potential dieser Länder für Sondereinsatzkampf und die Entwicklung entsprechender Fähigkeiten und Ressourcen.

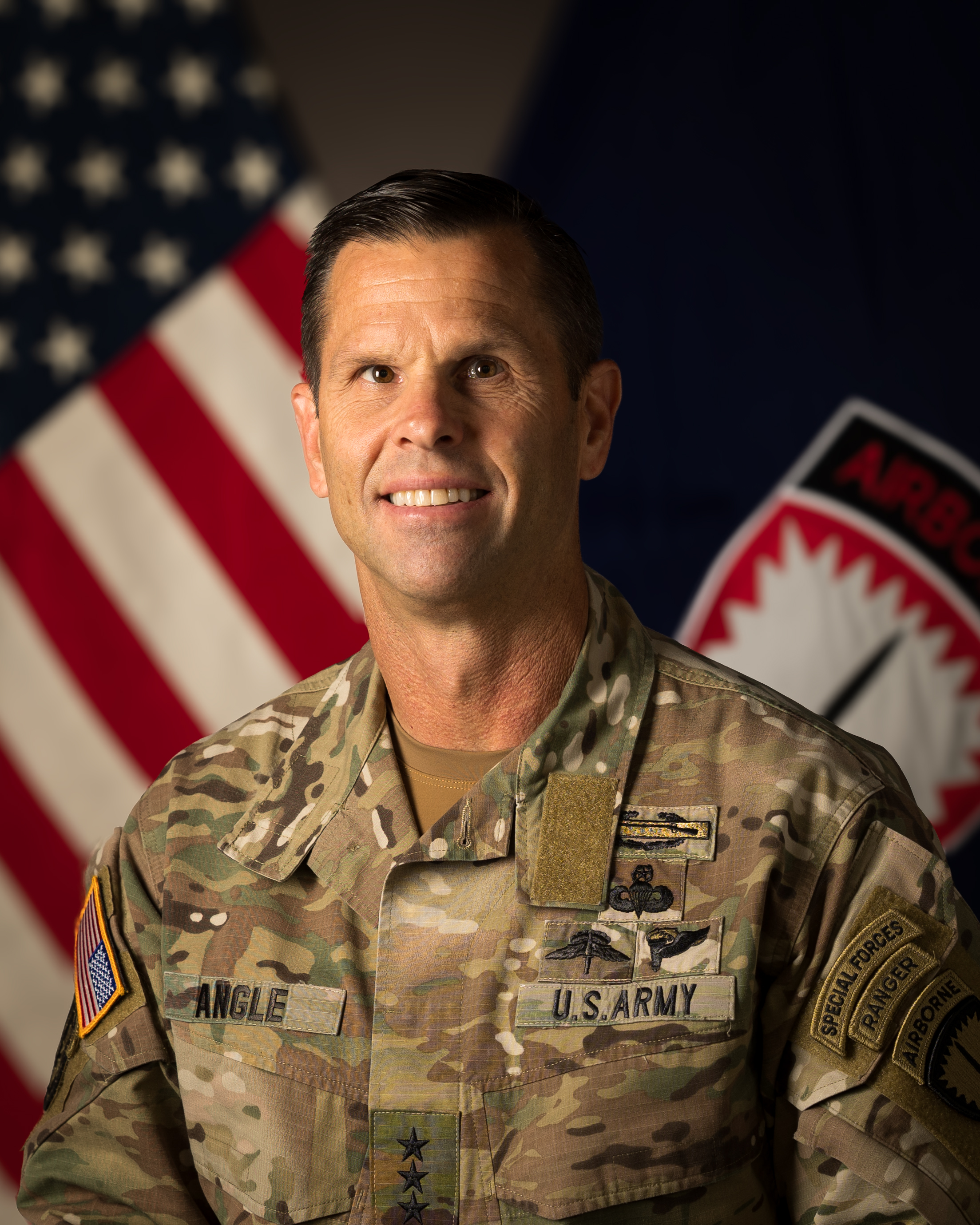
Generalleutnant Richard E. Angle, United States Army, Kommandeur des SOCEUR seit Oktober 2024

## Organisation
Das Special Operations Command Europe ist zwar ein Unterkommando (subordinated command), steht aber hierarchisch auf einer Ebene mit den jeweiligen Kommandos der Teilstreitkräfte und ist dem Kommandeur des United States European Command direkt unterstellt.
- Das stärkste Einzelkontingent stellt die US Army mit dem 1st Bataillon der 10th Special Forces Group (Airborne) der Special Forces, stationiert in der Panzerkaserne in Böblingen, Deutschland.
- Die US Air Force stellt die 352nd Special Operations Group, stationiert auf der Luftwaffenbasis RAF Mildenhall, Großbritannien.
- Eine Abteilung der Navy Seals, die Special Warfare Unit 2, stationiert in Deutschland und Einheiten des Special Boat Teams, bestehend aus einer Einheit mit schwer bewaffneten Booten für littorale Kriegführung, bilden die Navy-Komponente.
- Das neu aufgestellte United States Marine Corps Forces Special Operations Command (MARSOC) stellt ebenfalls ein Kontingent an Sondereinsatzkräften aus Teilen des Marine Special Operations Battalion (MSOB) in Camp Lejeune, North Carolina, für das Special Operations Command Europe bereit.

## Bisherige Kommandeure
In der Regel bekleideten diese Offiziere den Rang eines Generalmajors, bzw. engl. Major Generals (MG).
- James T. “Terry” Scott, Juli 1987 – September 1989[4]
- Richard W. Potter Jr., September 1989 – Juli 1992
- Joseph Keith Kellogg, Juli 1992 – 1994
- Michael A. Canavan, 1994 – Juli 1996[5]
- Geoffrey C. Lambert, August 1996 – Juli 1998[6]
- Eldon A. Bargewell, August 1998 – Juni 2000[7]
- Leslie L. Fuller, Juli 2000 – Juli 2002
- Gary M. Jones, Juli 2002 – August 2003[8]
- Thomas R. Csrnko, 25. August 2003 – Juni 2006[9]
- Michael S. Repass (interim), März 2008 – Mai 2008
- MG Frank J. Kisner, Mai 2008 – Juli 2010[10]
- Michael S. Repass, Juli 2010 – Juli 2013[11]
- MG Marshall B. Webb, Juli 2013 – August 2014[12]
- MG Gregory Lengyel, August 2014 – Juni 2016[13]
- MG Mark C. Schwartz, Juni 2016 – Juni 2018[14]
- MG Kirk W. Smith, Juni 2018 – August 2020[15]
- MG David H. Tabor, August 3, 2020 – Juni 2022[16]
- MG Steven G. Edwards, Juni 2022 – July 2024[17]
- Joseph G. Lock, July 2024 – October 2024
- Richard E. Angle, seit October 2024